# Pterogonium microcarpum
Pterogonium microcarpum là một loài Rêu trong họ Leucodontaceae. Loài này được Harv. mô tả khoa học đầu tiên năm 1836.